# Betsey Guppy Chamberlain
Betsey Guppy Chamberlain (* 29. Dezember 1797 in Brookfield, New Hampshire; † 1886) war eine US-amerikanische Textilfabrikarbeiterin und Autorin, die Skizzen und Gedichte schrieb, die in der von Fabrikarbeiterinnen produzierten Zeitschrift The Lowell Offering veröffentlicht wurden. Ihre Arbeitskollegin Harriet Hanson Robinson behauptete, Chamberlain habe „indianisches Blut geerbt“,  und einige Quellen behaupten, sie sei amerikanische Ureinwohnerin gewesen. Zudem protestieren mehrere ihrer Schriften in The Lowell Offering gegen die Behandlung der Ureinwohner durch die US-Regierung.S. 96–97 Letztlich gibt es jedoch keine Beweise für die Abstammung.

## Leben
Betsey Guppy war die Tochter von William Guppy und Comfort Meserve. Während ihrer frühen Kindheit zog ihre Familie nach Wolfeboro, NH.S. 231  Einigen Quellen zufolge war Guppy von gemischter flämisch-englischer und algonkinischer Abstammung. Judith Ranta argumentiert, dass Guppys „indianische Abstammung mit ziemlicher Sicherheit von einem Stamm der Algonkian-Konföderation herrührt“,S. 7 und zwar aufgrund des spezifischen geografischen Gebiets, in dem die Familie lebte, und der Tatsache, dass „die mündliche Überlieferung der Familie Guppy“ behauptet, dass ihre Großmutter väterlicherseits, „Sarah Loud Guppy, eine Abenaki-Frau war“.S. 15 Die Volkszählungsaufzeichnungen von 1830 bis 1880 weisen sie aber als „freie weiße“ Frau aus.S. 41
Ihre Mutter starb 1802, als sie vier Jahre alt war, und ihr Vater heiratete im folgenden Jahr eine zweite Frau, Sally Marden. Ihr Vater William war häufig sowohl als Kläger als auch als Beklagter in Rechtsstreitigkeiten verwickelt; zwischen 1799 und 1828 war er in neunundzwanzig Fälle vor dem Superior Court verwickelt, in denen er unter anderem wegen Diebstahls, Einbruchs und Körperverletzung angeklagt wurde.S. 28
Betsey Guppy heiratete Josiah Chamberlain im Jahr 1820 und hatte zwei Kinder mit ihm, bevor er 1823 starb.S. 231 1828 verklagte sie ihren Vater, um ihre Mitgift zurückzuerhalten; ihre Klage war erfolgreich und gab ihr einen Teil des Landes ihres Mannes Josiah zurück, den ihr Vater versucht hatte, ihr durch ein Vermächtnis in seinem Testament wegzunehmen.S. 39–40 Trotz des gerichtlichen Erfolges war sie immer noch in finanziellen Schwierigkeiten und war gezwungen, ihre kleine Farm in Brookfield zu verkaufen und in den Mühlen zu arbeiten, die für die damalige Zeit anständige Löhne zahlten, obwohl die Arbeitszeiten lang und die Arbeitsbedingungen oft schwierig waren.S. xi
Chamberlain trat im März 1831 in die First Congregational Church in Lowell, MA, ein und heiratete im April 1834 in dieser Kirche Thomas Wright.S. 231 Die Ehe scheint nicht von Dauer gewesen zu sein, und Chamberlain verwendete den Namen Wright in späteren Jahren nicht mehr.S. 47–48 Laut Harriet Hanson Robinson, die mit Guppy in den Fabriken arbeitete, war „Mrs. Chamberlain eine Witwe und kam mit drei Kindern aus einer „Community“ (wahrscheinlich den Shakern),  in der sie nicht zufrieden gewesen war, nach Lowell. Sie hatte indianisches Blut geerbt und war stolz darauf. Sie hatte langes, glattes schwarzes Haar und ging sehr aufrecht und mit großer Bewegungsfreiheit. Einer ihrer Söhne arbeitete später für die New York Tribune“.
Während ihrer Zeit in Lowell arbeitete Chamberlain in den Mühlen und später als Pensionswirtin.S. 231 Ihre Schwester Harriet Guppy arbeitete ebenfalls in Lowell.S. 48 Von 1840 bis 1843 veröffentlichte Betsey Skizzen im Lowell Offering (1840–1845) und von 1848 bis 1850 trug sie Beiträge zum New England Offering (1847–1850) bei. Chamberlain benutzte mehrere Pseudonyme, darunter „Betsey“, „B.C.“, „Jemima“ und „Tabitha“.S. xii
Im Jahr 1843 heiratete Chamberlain Charles Boutwell, einen verwitweter Farmer mit eigenen Kindern, und zog auf seine Farm in Wayne Station, DuPage County, IL. Sie kehrte 1848 nach Lowell und 1850 wieder nach Illinois zurück.S. 52 f. Sie hatte insgesamt vier Ehemänner und starb im Alter von achtundachtzig Jahren.S. 15

## Werk
33 Prosawerke von Chamberlain wurden zwischen 1840 und 1843 im Lowell Offering und fünf weitere zwischen 1848 und 1850 im New England Offering veröffentlicht. Einige ihrer Schriften wie The Indian Pledge (1842) und A Fire-Side Scene (1842) gehören zu den frühesten Protesten gegen die Verfolgung von Ureinwohnern, die von einer Frau veröffentlicht wurden, weswegen sie von einigen als Frau mit indianischem Hintergrund identifiziert wurde.S. 10 Das satirische A Fire-Side Scene übt scharfe Kritik an der Art und Weise, wie die Regierung die Ureinwohner behandelte, und deutet an, dass deren Handlungen keineswegs der christlichen Moral entsprachen. Die meisten ihrer veröffentlichten Werke sind Skizzen des dörflichen Lebens und von Legenden, die aus der Sicht einer Frau erzählt werden, wobei sie eine große Beobachtungsgabe an den Tag legt und ihre Figuren lebendig werden lässt. Harriet Hanson Robinson sagte über sie: „Mrs. Chamberlain war die originellste, produktivste und bekannteste aller frühen Geschichtenschreiberinnen. Ihre Schriften zeichneten sich, wie Mr. Thomas sagt, «durch humorvolle Begebenheiten und gesunden Menschenverstand» aus, was sich auch darin zeigt, dass sie bestimmte utopische Pläne für ein richtiges Leben aufstellte.“